# Puerto de las Nieves
Puerto de las Nieves är en hamn i Spanien.   Den ligger i provinsen Provincia de Las Palmas och regionen Kanarieöarna, i den sydvästra delen av landet, 1 800 km sydväst om huvudstaden Madrid. Puerto de las Nieves ligger 4 meter över havet.  Runt Puerto de las Nieves är det tätbefolkat, med 286 invånare per kvadratkilometer. Närmaste större samhälle är Arucas, 18,6 km öster om Puerto de las Nieves. I omgivningarna runt Puerto de las Nieves växer huvudsakligen savannskog.

## Galleri

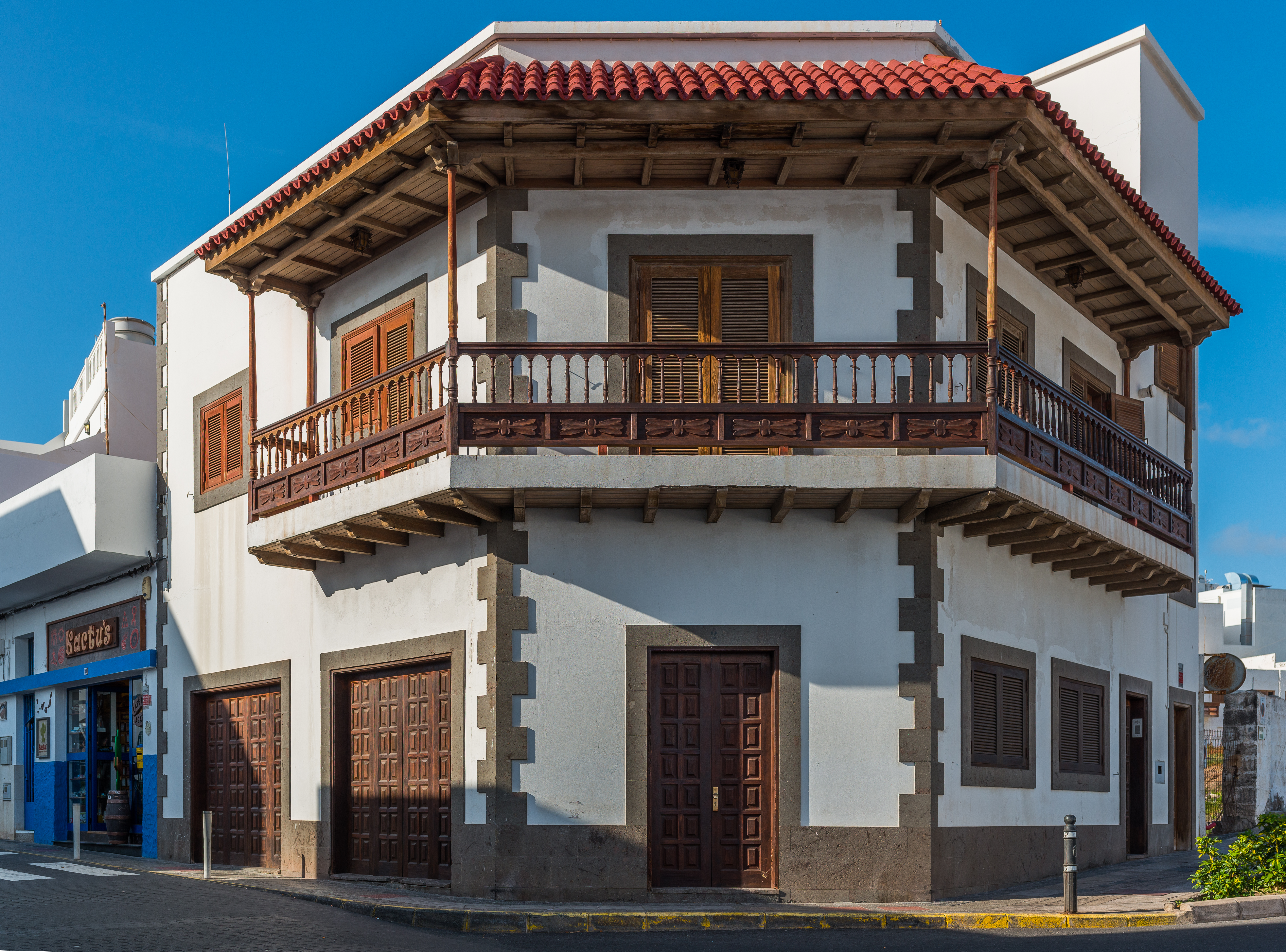
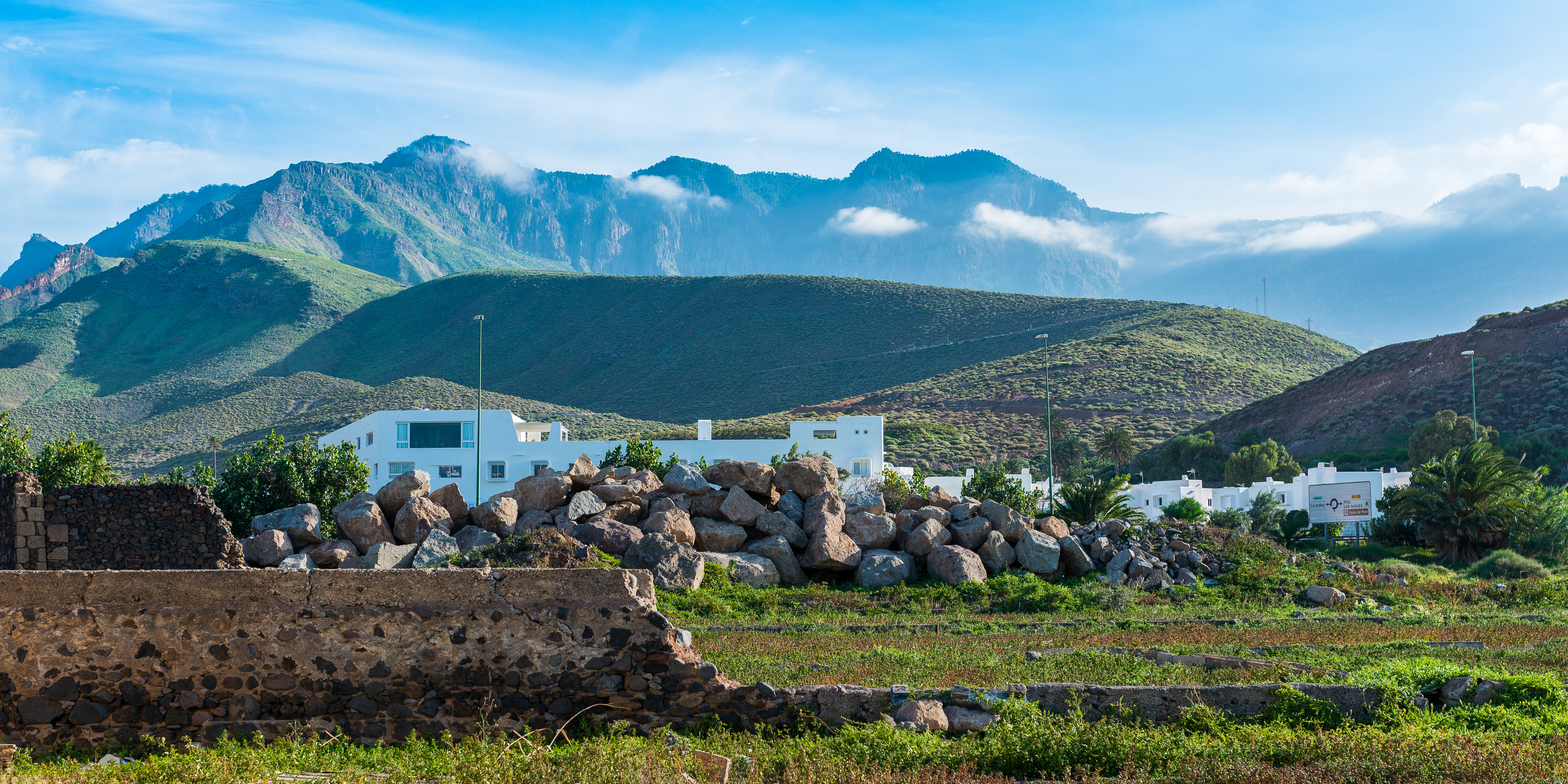
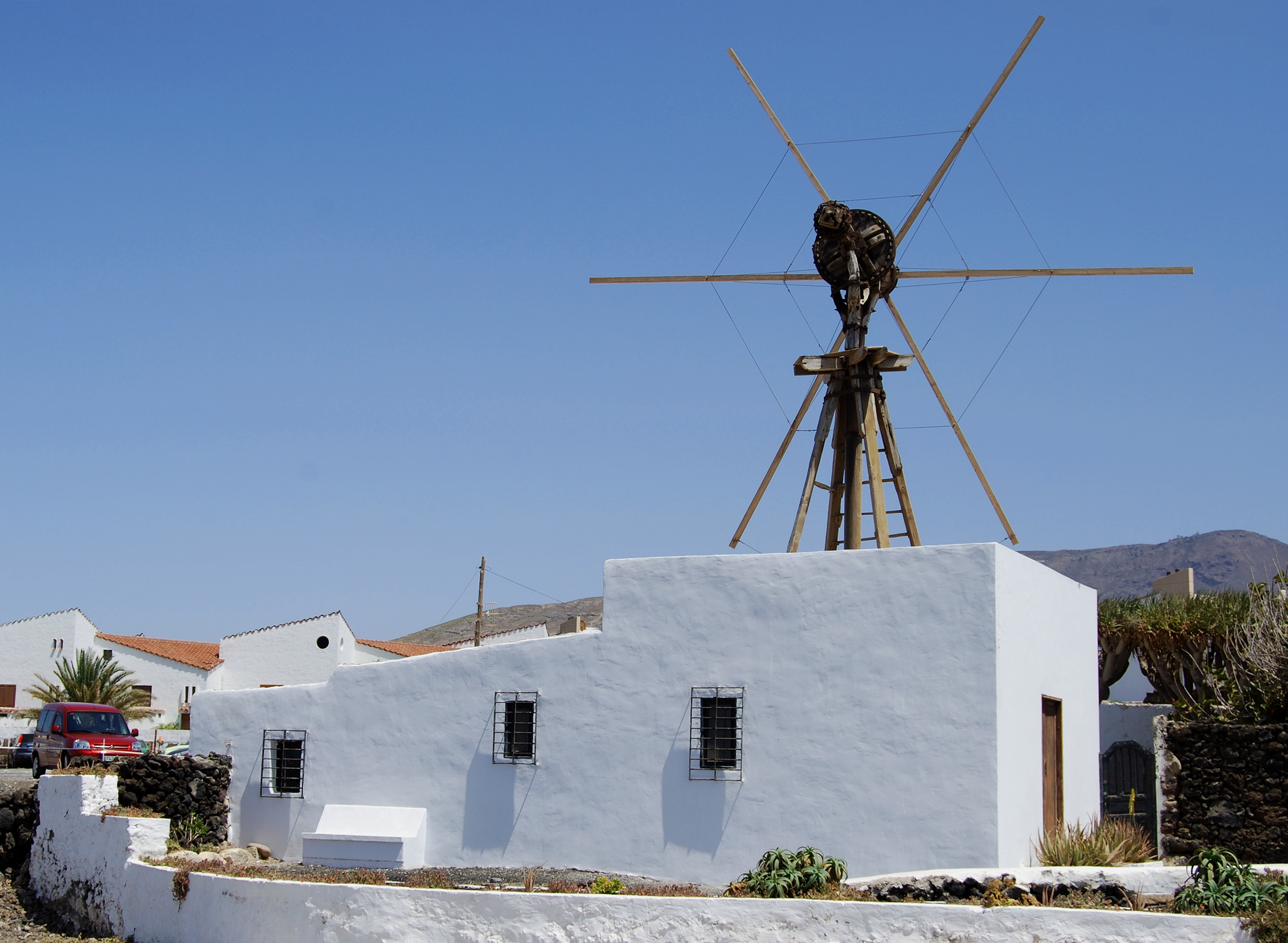
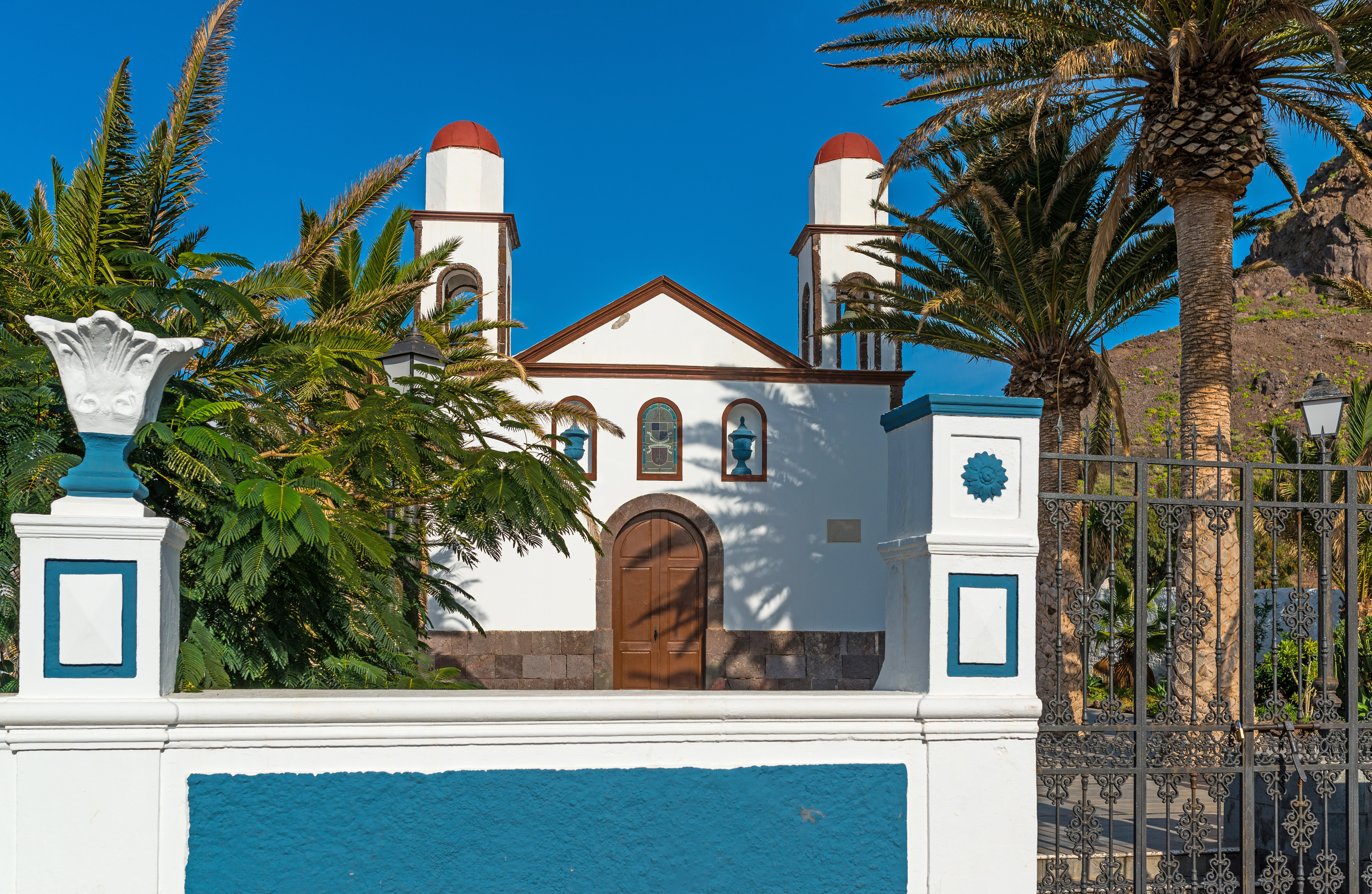
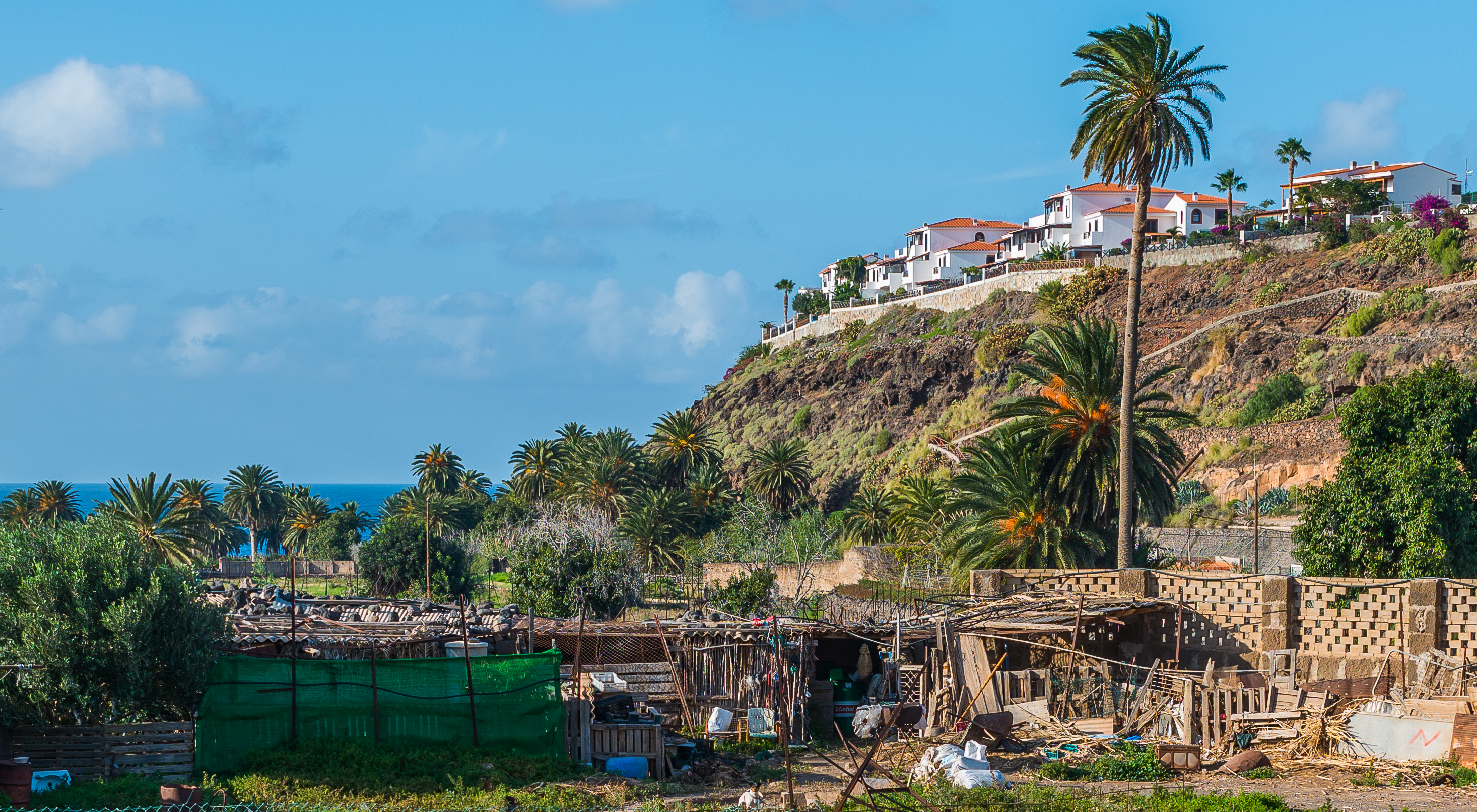
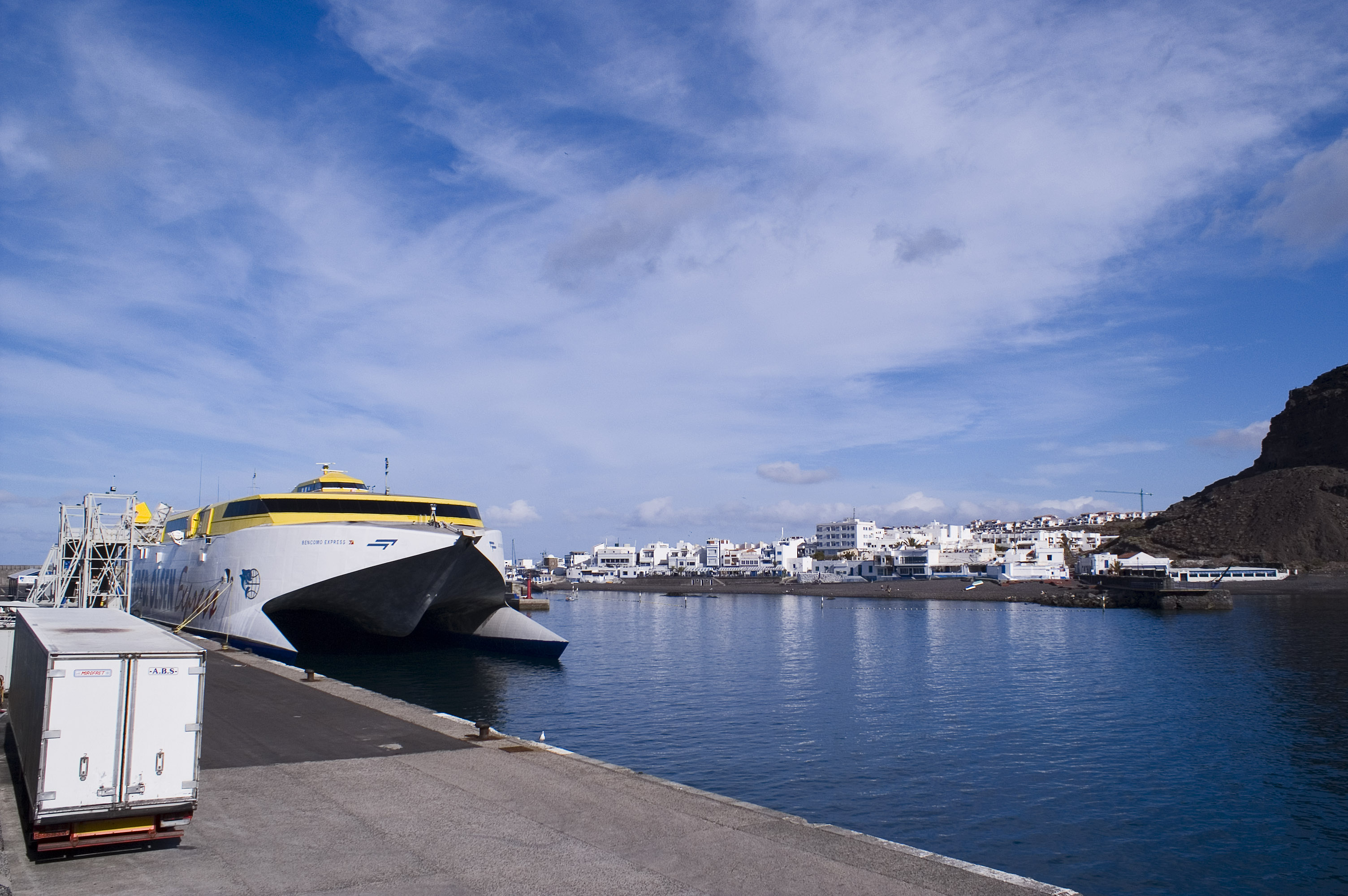

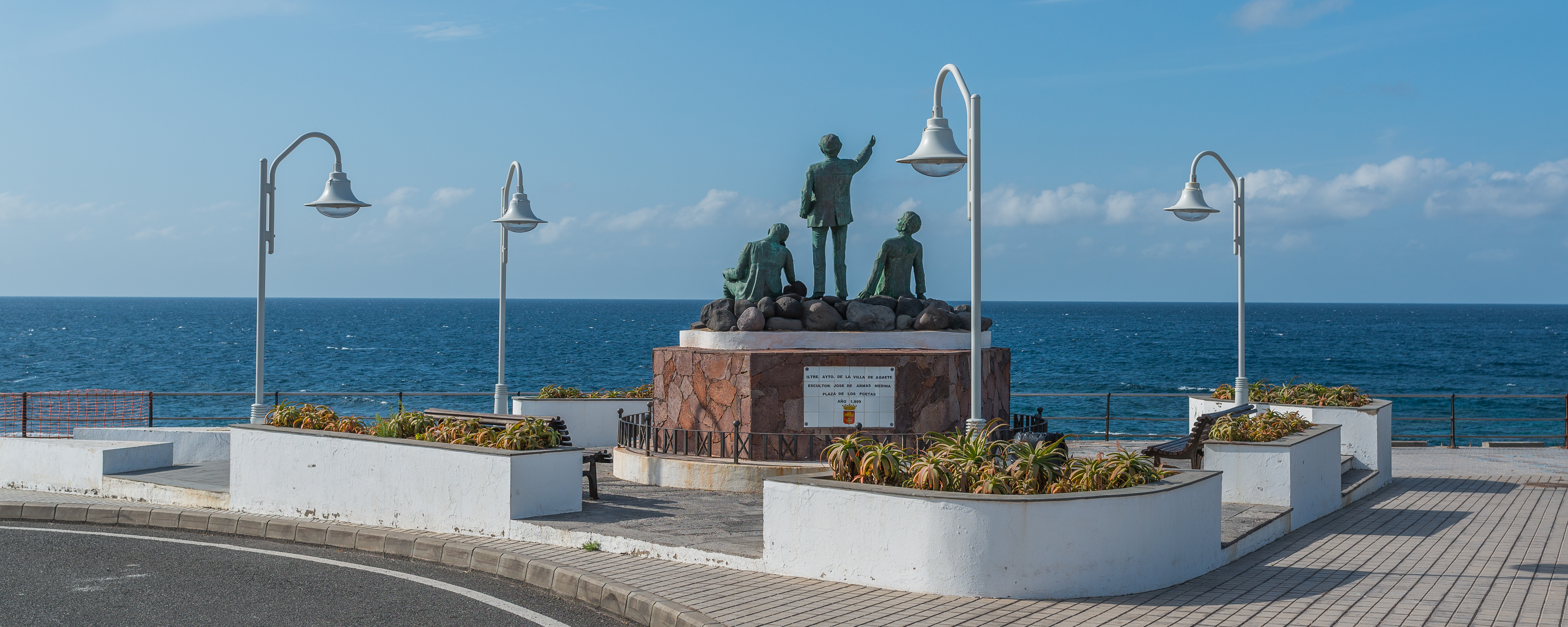
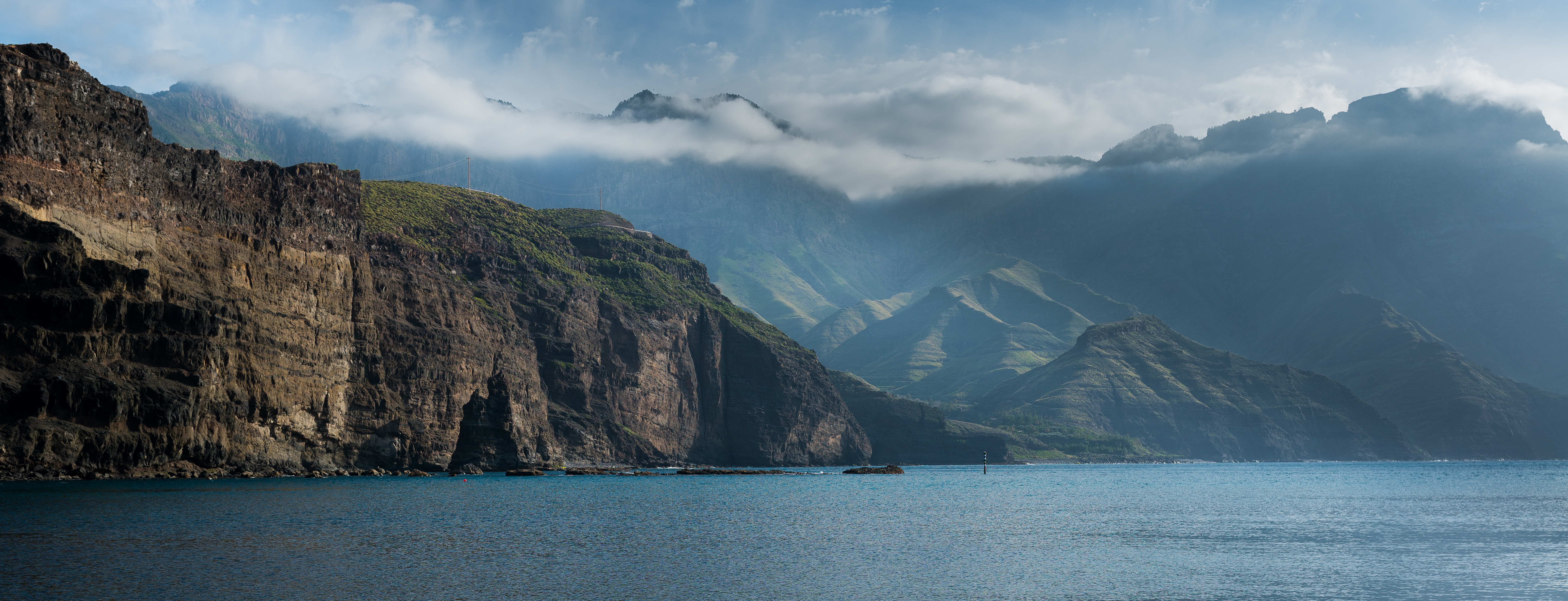

- Wikimedia Commons har media som rör Puerto de las Nieves.